# 수원 공군기지
수원 공군 기지(水原空軍基地, IATA: SWU, ICAO: RKSW)는 대한민국 경기도 수원시 권선구 및 화성시 일원에 걸쳐 있는 공군 기지이다.

## 역사
수원 비행장은 처음부터 군용 비행장으로서 태평양 전쟁 말기에 일본군의 본토 결전을 위해 기획한 결호 작전에 따라 재조선 일본군에서 건설하였다. 광복 이후, 일본군이 물러가고 잠시 버려졌다.
6.25 전쟁이 발발하자, 미국 공군의 제8전투비행단에서 점유하였고, 6월 27일에 있었던 조선인민군 공군 제1항공사단의 공격으로 일어난 전투에서 성공적으로 방어하였다. 휴전 이후 1954년에 대한민국 공군에게 넘겨지고 제10전투비행단의 기지로서 운영되고 있다.
2006년 5월 5일, 어린이날 행사를 위해 마련한 공군의 특수비행부대인 블랙이글스의 곡예비행 중 A-37 항공기 1대가 비행장 활주로 남쪽 끝에 추락, A-37 조종사 1명 사망하였다.

## 주둔
- 미국 공군 제8전투비행단; 1950년 ~ 1954년
- 대한민국 공군제10전투비행단; 1954년 ~ 현재?

## 같이 보기
- 성남공군기지
- 오산 공군기지
- 주한 미군의 시설 목록